# Швабах (река)
Швабах (нем. Schwabach) — река в Германии. Протекает по Средней Франконии (земля Бавария). Левый приток Редница. Речной индекс 242172. Площадь бассейна реки 108,02 км². Длина реки 23,01 км.
Швабах берёт начало западнее Хайльсбронна. Образуется слиянием нескольких рукавов, истоки которых находятся на высотах от 410 до 425 м. В районе одноимённого города Швабах впадает в Редниц. Высота устья 310 м.